# Cantón de Saint-Lô-Este
El cantón de Saint-Lô-Este era una división administrativa francesa, que estaba situada en el departamento de Mancha y la región de Baja Normandía.

## Composición
El cantón estaba formado por cuatro comunas, más una fracción de la comuna que le daba su nombre:
- Baudre
- La Barre-de-Semilly
- La Luzerne
- Sainte-Suzanne-sur-Vire
- Saint-Lô (fracción)

## Supresión del cantón de Saint-Lô-Este
En aplicación del Decreto n.º 2014-246 de 25 de febrero de 2014, el cantón de Saint-Lô-Este fue suprimido el 22 de marzo de 2015 y sus 5 comunas pasaron a formar parte; cuatro del nuevo cantón de aint-Lô-2 y la fracción de la comuna que le daba su nombre pasó a formar parte de los cantones de Saint-Lô-1 y Saint-Lô-2.